# Comuna Vezdenkî, Hmelnîțkîi
Vezdenkî (în ucraineană Везденьки) este o comună în raionul Hmelnîțkîi, regiunea Hmelnîțkîi, Ucraina, formată din satele Mali Orlînți și Vezdenkî (reședința).

## Demografie
Componența lingvistică a comunei Vezdenkî
     Ucraineană (98,54%)
     Alte limbi (0,83%)
Conform recensământului din 2001, majoritatea populației comunei Vezdenkî era vorbitoare de ucraineană (98,54%), existând în minoritate și vorbitori de alte limbi.